# فرناز زینلی اصفهانی
فرناز زینلی اصفهانی عضو تیم ملی بزرگسالان کانوپولو در مسابقات جهانی کانوپولوی بانوان سیراکوزای ایتالیا (۲۰۱۶) است. تیم ایران در این مسابقات به رده چهاردهم دست یافت.